# Сигаретные ожоги
Сигаретные ожоги (англ. Cigarette Burns) — восьмая серия первого сезона телесериала «Мастера ужасов». Впервые серия была показана 16 декабря 2005 года. Режиссурой серии занимался Джон Карпентер. «Сигаретными ожогами» называются чёрные круги, подобные ожогам, которые появляются в конце ленты и используются для того, чтобы предупредить киномеханика о скорой необходимости заменить катушку.

## Сюжет
Кирби Свитмен, заядлый любитель кино и владелец кинотеатра, весь в долгах и оказался на грани банкротства. Однажды к нему обращается эксцентричный миллионер-коллекционер Белинджер. Миллионера интересует фильм «Le Fin Absolue du Monde» — «абсолютный конец света», который был снят для показа на европейских кинофестивалях, но показали его всего один раз, после чего, как говорят, уничтожили. Просмотр этого фильма вызвал среди зрителей внезапный приступ безумия, люди сходили с ума и убивали друг друга. С тех пор фильм никто не видел и не знает о его местонахождении. Свитмен по поручению миллионера начинает вести поиски этого фильма по всему миру, путешествие по которому сводит его с очень странными людьми.

## В ролях
| Актёр             | Роль          |
| ----------------- | ------------- |
| Удо Кир           | Белинджер     |
| Норман Ридус      | Кирби Свитмен |
| Кристофер Редман  | Уиллоу Биинг  |
| Гвинет Уолш       | Катя          |
| Гэри Хетерингтон  | Уолтер        |
| Кристофер Бриттон | Мейерс        |
| Зара Тейлор       | Энни          |
| Крис Готье        | Тимпсон       |
| Дуглас Артурс     | Далибор       |
| Колин Фу          | Фун           |
| Джулиус Чаппл     | Генри Котияр  |
| Тарас Костюк      | Каспар        |
| Брэд Келли        | Хорст         |

## Критика
Нич Шагер из Slant Magazine отметил, что фильму не хватает «фирменного стиля Джона Карпентера». Стив Бартон из Dread Central оценил фильм на 5 из 5 звезд назвав его «старым-добрым Карпентером». Майкл Друкер из IGN оценил его на 8/10 звезд и назвал его «весёлым, захватывающим и ужасающим». Ян Джейн из DVD Talk оценил его на 3/5 звёзд и пришла к выводу, что это «хорошее возвращение Карпентера, которое, несмотря на некоторые недостатки, делает просмотр тревожным и атмосферным».